# Семиглазов, Фёдор Нестерович
Фёдор Нестерович Семиглазов (1918—1984) — участник Великой Отечественной войны, командир орудия 6-го артиллерийского полка 74-й стрелковой дивизии 13-й армии Центрального фронта, старший сержант. Герой Советского Союза (1943).

## Биография
Родился 12 марта 1918 года на хуторе Поцелуев области Войска Донского (ныне Белокалитвенский район Ростовской области) в крестьянской семье. Русский.
Окончил 5 классов и курсы трактористов. Работал в колхозе.
В Красной Армии с 1939 года. На фронте в Великую Отечественную войну с 1943 года. Член ВКП(б)/КПСС с 1943 года.
Командир орудия артиллерийского полка старший сержант Фёдор Семиглазов в ночь на 14 сентября 1943 года преодолев реку Десна в районе посёлка городского типа Короп Черниговской области Украины, участвовал в отражении контратак противника. В бою подбил два танка, уничтожил группу солдат, прорвавшуюся к позициям батареи, и удержал занимаемый рубеж, чем способствовал переправе стрелковых подразделений.
В 1944 году Ф. Н. Семиглазов стал офицером, окончив курсы младших лейтенантов. С 1945 года младший лейтенант Семиглазов находился в запасе.
Вернулся на родину, окончил курсы горных техников. Работал мастером, затем начальником ОТК шахтоуправления «Краснодонецкое». Жил в посёлке городского типа Синегорский Ростовской области.
Умер 24 декабря 1984 года.

## Награды
- Указом Президиума Верховного Совета СССР от 16 октября 1943 года за образцовое выполнение боевых заданий командования на фронте борьбы с немецко-фашистскими захватчиками и проявленные при этом мужество и героизм старшему сержанту Семиглазову Фёдору Нестеровичу присвоено звание Героя Советского Союза с вручением ордена Ленина и медали «Золотая Звезда» (№ 1878).
- Также награждён медалями.

## Память
- На фасаде дома, в котором жил Герой, установлена мемориальная доска.